# Ribes ceriferum
Ribes ceriferum là một loài thực vật có hoa trong họ Grossulariaceae. Loài này được Coville & Rose miêu tả khoa học đầu tiên năm 1905.